# Estación de Vega-Magaz
Estación de Vega-Magaz vasútállomás Spanyolországban, Magaz de Cepeda településen.

## Vasútvonalak
Az állomást az alábbi vasútvonalak érintik:
- León-A Coruña-vasútvonal

## Kapcsolódó állomások
A vasútállomáshoz az alábbi állomások vannak a legközelebb:
- Estación de Astorga